# De verstandige lieden
De verstandige lieden of De slimme mensen is een sprookje uit Kinder- und Hausmärchen, de verzameling van de gebroeders Grimm, met als nummer KHM104. De oorspronkelijke naam is Die klugen Leute.

## Het verhaal
Een boer pakt zijn beukenhouten stok en vertelt zijn vrouw Trien dat hij drie dagen op reis moet. Als ze domme dingen doet, zal ze bont en blauw zijn voor een jaar. Ze moet drie koeien verkopen voor tweehonderd daalders en de veehandelaar komt langs. Hij zegt geen geld bij zich te hebben en laat één koe achter als onderpand. De boer komt thuis en hoort wat er is gebeurd en wil zijn vrouw slaan, maar heeft medelijden en doet het niet. Hij gaat naar de straatweg en zal drie dagen lang kijken of hij iemand tegenkomt die dommer is dan zij. Als dit lukt, gaat zij vrijuit. Maar anders zal ze haar verdiende loon krijgen. Hij zit op een steen te wachten en er komt een ladderwagen voorbij. Een vrouw staat er op en leidt de ossen niet. De man zegt dat hij uit de hemel gevallen is en de vrouw zegt dat ze de weg niet weet, maar hij mag wel meerijden. De vrouw vraagt hoe het met haar man gaat, die drie jaar daarvoor overleden is. De boer vertelt van alles en zegt dat er geen kleermakers in de hemel zijn, omdat Sint Petrus ze niet toelaat.
De vrouw wil de zondagse jas van haar man halen en de boer zegt dan dat kleren niet worden toegelaten in de hemel. De vrouw wil geld naar haar man sturen en zegt dat ze op de wagen staat, omdat dit lichter voor de dieren is. De vrouw komt terug met geld en de man neemt dit aan. Als ze thuiskomt, vertelt ze haar zoon wat er is gebeurd. De zoon zoekt de man en gaat op zijn paard op weg. Onder een wilgenboom telt de boer zijn geld en de jongen vraagt of hij de man uit de hemel heeft gezien. De boer wijst naar een berg en de jongen geeft zijn paard aan de boer, zodat die de man achterna kan gaan om hem te halen. De jongen wacht en vertelt thuis dat de man het paard vast naar zijn vader heeft gestuurd, omdat het niet terug is gekomen. De vrouw zegt dat dit goed is van de jongen, hij heeft immers nog jonge benen en vader hoeft nu niet te lopen in de hemel. De boer komt thuis en zet het paard bij de koe. Zijn vrouw heeft geluk, hij heeft twee mensen gevonden die nog simpeler dan haar zijn. De boer is tevreden met de ruil voor twee koeien en wil domheid graag in ere houden als het zoveel oplevert.

## Achtergronden bij het verhaal
- Het sprookje komt uit Hessen.
- Het in pand houden van een koe is ook een grap van Tijl Uilenspiegel.
- Het slot wijkt af van andere verhalen over domme mensen.
- In dit sprookje wordt domheid besproken, zie ook Slimme Hans (KHM32), Knappe Elsje (KHM34), Frieder en Katherliesje (KHM59), Op reis gaan (KHM143) en De schrandere knecht (KHM162).
- Vergelijk Jan en zijn vrouw uit Utrecht.
- Vergelijk Drie knappe mannen en een demon, waarin een man personen zoekt die knapper zijn dan hijzelf.
- Vergelijk De jongen uit de hemel.